# Arenzano

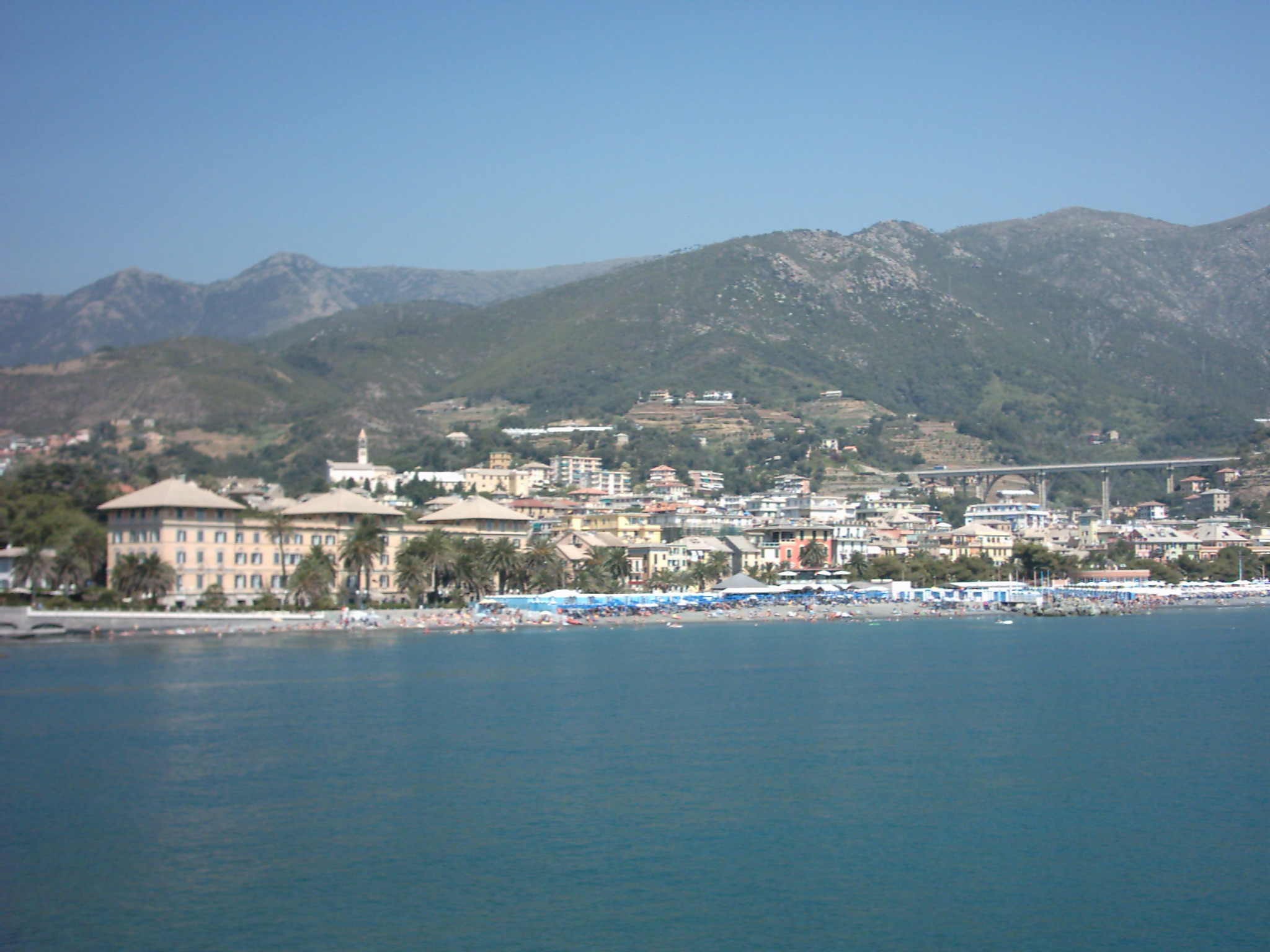
Arenzano gezien van de Middellandse Zee

Arenzano is een gemeente in de Italiaanse provincie Genua (regio Ligurië) en telt 11.624 inwoners (31-12-2004). De oppervlakte bedraagt 24 km², de bevolkingsdichtheid is 475 inwoners per km².
De volgende frazioni maken deel uit van de gemeente: Terralba, Terrarossa, Campo, Gazo, Cantarena.

## Geografie
Arenzano grenst aan de volgende gemeenten: Cogoleto, Genua, Sassello (SV).